# William Holman Hunt
William Holman Hunt – red za zasluge –  (2. april 1827 - 7. september 1910) je bil angleški slikar in eden izmed ustanoviteljev prerafaelitske bratovščine. Njegove slike so bile opazne zaradi velike pozornosti do detajlov, živih barv in izdelane simbolike. Na te značilnosti so vplivali zapisi Johna Ruskina in Thomasa Carlyleja, po katerem naj bi bil svet sam berljiv kot sistem vizualnih znakov. Za Hunta je bila naloga umetnika, da razkrije korespondenco med znakom in dejstvom. Od vseh članov bratovščine je Hunt v svoji karieri ostal najbolj zvest njihovim idealom. Vedno je želel čim bolj povečati priljubljenost in javno prepoznavnost svojih del. 

## Življenjepis
William Holman Hunt je spremenil svoj priimek iz "Hobman Hunt" v Holmanu Hunt, ko je ugotovil, da je ob njegovem krstu duhovnik napačno črkoval ime pri anglikanskii cerkvi svete Marije, Ewell, v Angliji . Po verjetnem vstopu v umetniško šolo Royal Academy, je bil najprej zavrnjen, ker se je upiral vplivu ustanovitelja sira Joshua Reynoldsa. Leta 1848 je, po srečanju s pesnikom in umetnikom Dantejem Gabrielom Rossettijem, ustanovil prerafaelitsko gibanje. Skupaj z Johnom Everettom Millaisom so poskušali revitalizirati umetnost s poudarjanjem natančnega opazovanja naravnega sveta v duhu navidezne verske privrženosti resnici. Na ta verski pristop so vplivale duhovne lastnosti srednjeveške umetnosti, v nasprotju z domnevnim racionalizmom renesanse, ki jo je utelešal Rafael. Imel je veliko učencev, med njimi je bil Robert Braithwaite Martineau.
Hunt se je poročil dvakrat. Po neuspešni zaroki z modelom Annie Miller, se je poročil z Fanny Waugh, ki je bila kasneje model za lik Izabela. Ko je umrla ob rojstvu otroka v Italiji, je pri Fiesolu oblikoval grobnico, ko je prišel na angleško pokopališče v Firencah, poleg grobnice Elizabeth Barrett Browning. Tesno je bil povezan s cerkvijo sv. Marka v Firencah in plačal za mašo v spomin na njegovo ženo. Njegova druga žena, Edith, je bila Fannyjina sestra. Takrat je bilo v Veliki Britaniji nezakonito, da se poročiš s sestro svoje pokojne žene, zato je Hunt potoval v tujino in se tam z njo poročil. To je povzročilo konflikt z drugimi družinskimi člani, zlasti z njegovim nekdanjim kolegom prerafaelitom Thomasom Woolnerjem, ki se je nekoč zaljubil v Fanny in se poročil z Alico, tretjo sestro. 
Huntova dela niso bila sprva uspešna in so bila v tisku pogosto napadena zaradi domnevne nesramnosti in gnusa. Svoje intenzivno naturalistične prizore sodobnega podeželskega in mestnega življenja je dosegel zgodaj, na primer Najeta pastirja in Prebujajoča vest. Vendar pa je po svojih verskih slikah postal slaven, najprej Luč sveta (1851-1853), zdaj v kapeli na kolidžu Keble, Oxford, Anglija; kasnejša različica (1900) je prepotovala svet in je zdaj v stolnici svetega Pavla v Londonu.
Sredi 1850-ih je Hunt večkrat odpotoval v Sveto deželo v iskanju natančnega topografskega in etnografskega gradiva za nadaljnja verska dela in uporabil svojo »moč za ustvarjanje bolj oprijemljive zgodovine in poučevanja Jezusa Kristusa« , kjer je naslikal Grešnega kozla, Najdenje Odrešenika v templju in Senca smrti skupaj z mnogimi krajinami v regiji. Hunt je slikal tudi številna dela na podlagi pesmi, kot so Izabela in Lady of Shalott. Končno je zgradil svojo hišo v Jeruzalemu. 
Sčasoma se je moral odreči slikanju, ker se mu je poslabšal vid in ni mogel več dosegati kakovosti, ki jo je želel. Njegova zadnja velika dela, vključno z veliko različico Luč sveta, so bila zaključena s pomočjo njegovega pomočnika Edwarda Roberta Hughesa.
Hunt je umrl 7. septembra 1910 in je bil pokopan v stolnici sv. Pavla v Londonu. 

## Nagrade in spomin
Hunt je leta 1905 objavil avtobiografijo . Številni njegovi pozni spisi skušajo nadzirati interpretacijo njegovega dela. Tega leta je dobil odlikovanje za zasluge kralja Edvarda VII. Ob koncu svojega življenja je živel v vasi Sonning-on-Thamesu.
Njegovo osebno življenje je bilo predmet knjige Diane Holman-Hunt, Moj dedek, njegovo življenje in ljubezni. 
Prerafaelitska bratovščina je upodobljena v dveh dramah BBC. Prva Ljubezenska šola leta 1975, v kateri je Bernard Lloyd igral Hunta. Druga je bila Desperate Romantics, v kateri je Hunta igral Rafe Spall. 
Pred samostanom Mar Elias v Jeruzalemu je kamnita klop, ki jo je postavila slikarjeva žena, ker je na tem mestu naslikal nekaj glavnih del. Na klopi je vpisan biblični verz v hebrejščini, grščini, arabščini in angleščini.

## Izbor del
- Spreobrnjena britanska družina ščiti krščanskega misijonarja pred preganjanjem druidov (1850)
- Valentin rešuje Silvijo pred Protejem (1851)
- Prebujenje vesti (1853)
- Luč sveta (1854)
- Grešni kozel (1856)
- Najdenje Odrešenika v templju (1860)
- Senca smrti (1871)
- Nadležen sosed (1895)
- Čudež svetega ognja (1899

## Galerija
- Luč sveta (različica Manchester)
- Majsko jutro v Magdalenskem stolpu (1890)
- Kristus in dve Mariji (1847 & 1897)
- Najeta pastirja (1851)
- Dvorjenje izdelovalca latern, ulični prizor v Kairu (1854–56)
- Portret Fanny Holman Hunt, (1866–67)
- Izabela in posoda z baziliko (1868)
- Rojstni dan (1868)
- Amarilis (1884)
- Dama iz Shalotta (1905)

## Druga literatura
- Landow, George (1979). William Holman Hunt and Typological Symbolism. Yale University Press. ISBN 0-300-02196-8.
- Maas, Jeremy (1984). Holman Hunt and the Light of the World. Ashgate. ISBN 978-0-85967-683-0.
- Bronkhurst, Judith (2006). William Holman Hunt : A Catalogue Raisonné. Yale University Press. ISBN 978-0-300-10235-2.
- Lochnan, Katharine (2008). Holman Hunt and the Pre-Raphaelite Vision. Art Gallery of Toronto. ISBN 978-1-894243-57-5.